# (149) Medusa
(149) Medusa es un asteroide perteneciente al cinturón de asteroides descubierto el 21 de septiembre de 1875 por Henri Joseph Anastase Perrotin desde el observatorio de Toulouse, Francia. Está nombrado por Medusa, un personaje de la mitología griega.

## Características orbitales
Medusa está situado a una distancia media de 2,175 ua del Sol, pudiendo alejarse hasta 2,317 ua y acercarse hasta 2,033 ua. Tiene una inclinación orbital de 0,9389° y una excentricidad de 0,06527. Emplea 1172 días en completar una órbita alrededor del Sol.